# Aconogonon ocreatum
Aconogonon ocreatum är en slideväxtart som först beskrevs av Carl von Linné, och fick sitt nu gällande namn av Kanesuke Hara. Aconogonon ocreatum ingår i släktet sliden, och familjen slideväxter. Inga underarter finns listade i Catalogue of Life.